# Vallée du Lidder
 (avril 2024).
La vallée du Lidder ou encore la vallée du Liddar est une sous-vallée himalayenne qui forme le coin sud-est du district d'Anantnag dans le Cachemire sous administration indienne. C'est dans la vallée que coule la rivière de Lidder. L'entrée de la vallée se trouve 7 km au nord-est de la ville d'Anantnag et 62 km au sud-est de Srinagar, la capitale d'été du Jammu-et-Cachemire. Il s'agit d'une vallée de largeur moyenne de 3 km et de gorges de 40 km de long.

## Géographie
La vallée de Lidder est située dans la juridiction de Pahalgam tehsil, du district d'Anantnag. Il est bordé par la vallée du Cachemire à l'ouest et par la vallée du Sind au nord et couvre une longueur de 40 km. Il a une largeur maximale de 5 km. Le bassin de Lidder est entouré au sud et au sud-est par la chaîne de Pir Panjal, au nord par la vallée du Sind et au nord-est par la chaîne de Zaskar. Le bassin versant du Lidder a une superficie de 1134 km2. Il est formé par le débit de la rivière Lidder qui coule dans une vallée en forme de Y, en amont de Pahagam, la rivière diverge en East Lidder et West Lidder. Dont le Lidder Est s'étend vers l'est depuis Pahalgam jusqu'au-delà de Chandanwari et coule d'est en ouest en commençant dans la région du lac Sheshnag et du glacier Shisram. Le West Lidder provient du glacier Kolhoi, et traverse des forêts de conifères verdoyantes à travers de nombreuses prairies alpines. La vallée de Lidder fournit de l'eau douce à d'autres districts et assure l'irrigation pour l'agriculture. La rivière Lidder traverse toute la vallée en passant par plusieurs sites naturels et sites touristiques, notamment Aru, Pahalgam, Betab Valley et Akad. Les principales villes de la vallée du Lidder sont Mandlan, Laripora, Phraslun, Ashmuqam et Seer Hamdan.

## Géologie

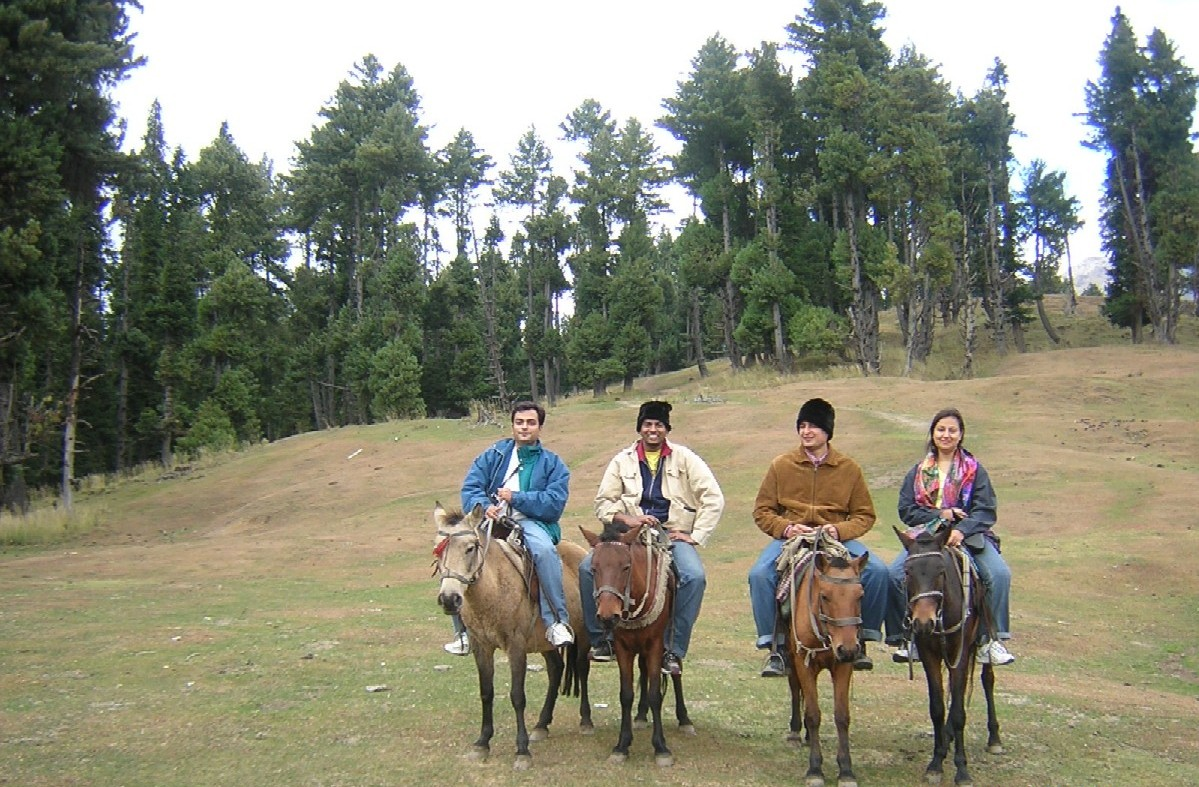
Équitation à Pahalgam

La vallée de Lidder s'est formée sur des millions d'années lorsque la rivière Lidder s'est creusée dans les montagnes himalayennes. Aujourd'hui, la rivière continue de déposer des couches de sable dans les zones inférieures d'Anantnag. Des processus d'érosion progressifs ont emporté les forêts limitrophes et créé de profondes gorges à de nombreux endroits.[réf. nécessaire]

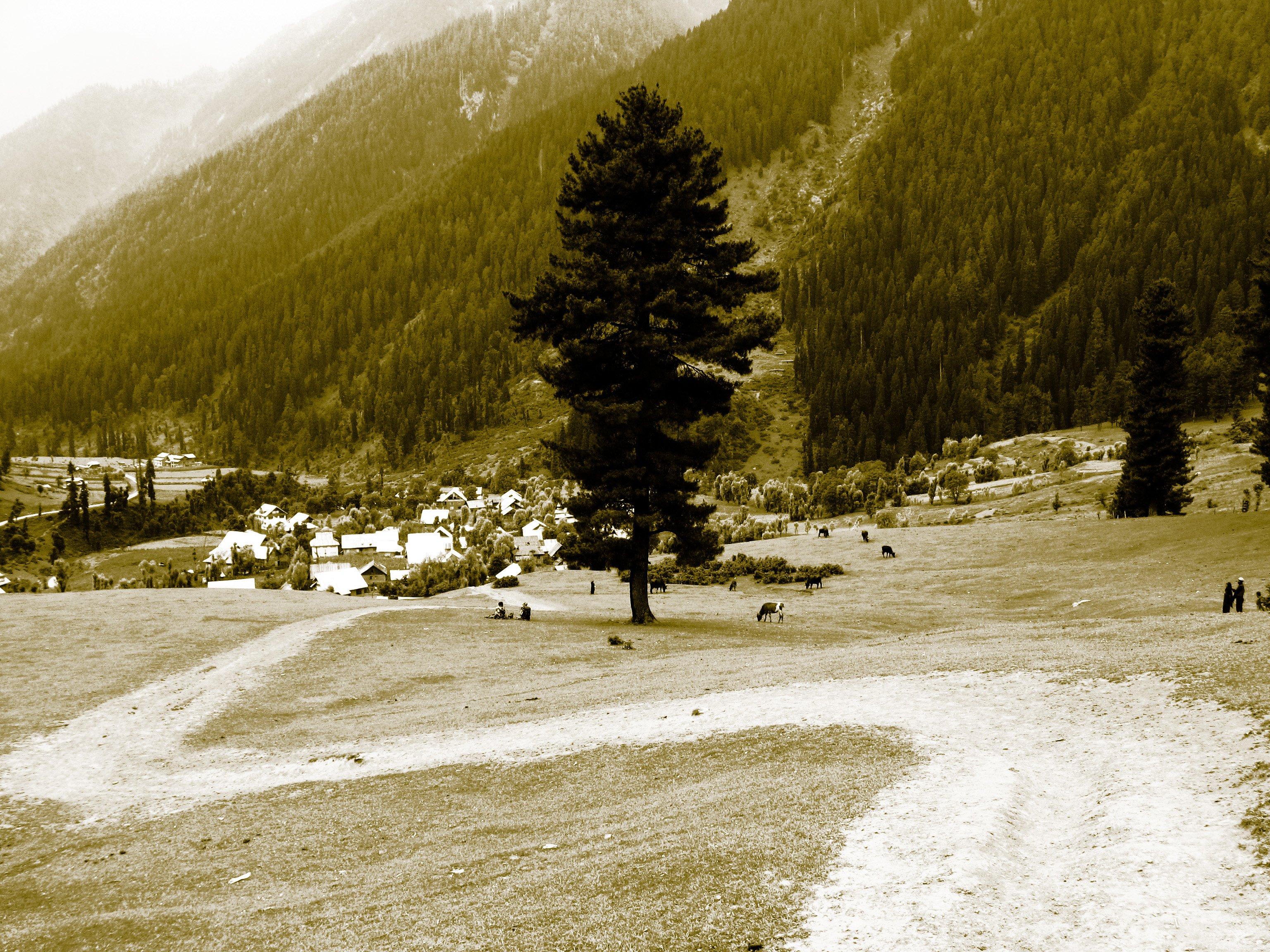
La vallée de Lidder à Aru, Jammu-et-Cachemire

## Écologie
La vallée de Lidder compte de nombreux ruisseaux alimentés par les glaciers et les affluents de la rivière Lidder abritent différents types de truites. La vallée est l'habitat naturel de l'ours noir de l'Himalaya. L'ours brun de l'Himalaya, le cerf porte-musc, le léopard des neiges et le hangul ont également été aperçus dans les régions d'Aru et de Lidderwat, proches du parc national de Dachigam,.